# Якубовиці (Малопольське воєводство)
Якубовиці (пол. Jakubowice) — село в Польщі, у гміні Прошовиці Прошовицького повіту Малопольського воєводства.
Населення — 349 осіб (2011).
У 1975-1998 роках село належало до Краківського воєводства.

## Демографія
Демографічна структура станом на 31 березня 2011 року:
|          | Загалом | Допрацездатний вік | Працездатний вік | Постпрацездатний вік |
| -------- | ------- | ------------------ | ---------------- | -------------------- |
| Чоловіки | 192     | 32                 | 139              | 21                   |
| Жінки    | 157     | 27                 | 87               | 43                   |
| Разом    | 349     | 59                 | 226              | 64                   |